# Nazario (retore)
Nazario (in latino Nazarius; fl. IV secolo) è stato un retore e storico romano.

## Biografia
Attivo durante la carica di Costantino, fu autore di un Panegirico in sua lode in cui traspare l'utilizzo degli artifici della retorica gallica. La sua opera è raccolta nel libro dei Panegyrici latini che fu letta in occasione dei Quinquennalia davanti al Senato nel marzo 321. 
Il Panegirico di Nazario si concentrava sulla celebrazione dell'imperatore per la sua vittoria contro Massenzio sul Ponte Milvio nel 312.